# Ross 128
Désignations
Ross 128 est un système planétaire de la Voie lactée, dans la constellation zodiacale équatoriale de la Vierge. Du point de vue observationnel, il s'agit d'un système binaire spectroscopique à raies simples sans éclipses. Sa magnitude apparente est de 11,13, ce qui signifie que sa luminosité est une centaine de fois trop faible pour que le système soit visible à l'œil nu. D'après les mesures de sa parallaxe, il se situe à ∼ 11,007 a.l. (∼ 3,37 pc), ce qui en fait le treizième système stellaire/substellaire (le douzième système stellaire strict en excluant la paire de naines brunes Luhman 16) le plus proche du Système solaire.
L'étoile centrale, Ross 128 a, est l'objet primaire du système. Elle a été cataloguée pour la première fois en 1926 par l'astronome américain Frank Elmore Ross. Un seul corps secondaire est connu à ce jour dans le système, à savoir la planète tempérée de masse terrestre Ross 128 b, détectée grâce au spectrographe HARPS et annoncée en novembre 2017.

## Classification
Ross 128 est une étoile de masse faible et de type spectral M4 V, ce qui la place dans la catégorie des naines rouges. Elle fait 15 % de la masse du Soleil et 21 % de son rayon mais génère si lentement de l'énergie qu'elle n'a que 0,036 % de sa luminosité visible. Toutefois, la plupart de l'énergie irradiée par l'étoile se fait dans l'infrarouge, avec une luminosité cette fois égale à 0,35 % de son équivalent solaire. Cette énergie se disperse depuis son atmosphère stellaire à une température effective de 3 180 K. Cela lui donne la lueur orange-rouge froide d'une étoile de type M.

## Système planétaire
Ross 128 dispose d'au moins une planète tellurique, découverte par HARPS (observatoire de La Silla au Chili) en juillet 2017. C'est une planète de 1,35 masse terrestre située dans la zone dite d'habitabilité. C'est la planète tellurique en dehors du Système solaire la plus proche (connue), après Proxima b.
| Planète | Masse           | Demi-grand axe (ua) | Période orbitale (jours) | Excentricité  | Inclinaison | Rayon |
| ------- | --------------- | ------------------- | ------------------------ | ------------- | ----------- | ----- |
| b       | ≥ 1,35 ± 0,2 M🜨 | 0,049 3 ± 0,001 7   | 9,859 6 ± 0,005 6        | 0,036 ± 0,092 |             |       |

## Diverses caractéristiques

Distances des étoiles les plus proches à partir d'il y a 20000 ans jusqu'à 80000 ans dans le futur. L'approche de Ross 128 est représentée par la ligne de couleur saumon.

Ross 128 est une étoile du disque épais, ce qui signifie qu'elle a une faible abondance d'éléments autres que l'hydrogène et l'hélium, ce que les astronomes nomment sa métallicité, et elle orbite près du plan de la Voie lactée. Elle est classée comme une étoile éruptive active car elle peut subir des augmentations de luminosité imprévisibles et importantes pendant plusieurs minutes. À cause du faible rythme de l'activité éruptive, il s'agirait d'une étoile magnétiquement évoluée. Il existe en effet certains éléments indiquant que le freinage magnétique de son vent solaire a diminué la fréquence des éruptions, mais pas leur rendement net.
À plusieurs occasions, cette étoile a été étudiée pour rechercher une compagne de faible masse stellaire ou une naine brune gravitant à une distance d'au moins une unité astronomique de la première. Aucune n'a encore été découverte,. L'étoile manque aussi d'un excès élevé de radiations infrarouges. Un excès d'infrarouge est habituellement indicateur d'un disque de débris tournant autour d'une étoile,.
Ross 128 se déplace à travers la galaxie avec une excentricité orbitale de 0,122, faisant varier sa distance depuis le centre galactique autour de 26,8–34,2 kal (8,2–10,5 kpc). Cette étoile se rapproche de notre Système solaire. Elle en sera au plus proche dans environ 71 000 ans, lorsque l'étoile arrivera à 6,233 ± 0,085 al (1,911 ± 0,026 pc) de la Terre.

## Signal inconnu
Le 12 mai 2017, des chercheurs ont recueilli des signaux radio inexpliqués provenant de Ross 128 à l'aide du radiotélescope d'Arecibo à Puerto Rico. Abel Méndez, un astrobiologiste à l'Université de Porto Rico à Arecibo (en), indiqua que l'étoile a été observée pendant 10 minutes durant lesquelles le signal fut enregistré et qu'il est de type « presque périodique ». Le 16 juillet de la même année, Méndez signala sur Twitter que l'existence de ces signaux a été « confirmée »,,,,,. Aucun signal n'a été détecté par l'observatoire de Green Bank, ce qui tend à indiquer que le signal détecté à Arecibo n'était qu'une RFI (Radio Frequency Interference (en)) d'un satellite en orbite autour de la Terre.